# Poleanî, Volociîsk
Poleanî (în ucraineană Поляни) este localitatea de reședință a comunei Poleanî din raionul Volociîsk, regiunea Hmelnîțkîi, Ucraina.
Localitatea face parte din regiunea istorică Volânia, iar după tratatul de pace de la Riga din 1921 a devenit parte a Uniunii Sovietice.

## Demografie
Componența lingvistică a localității Poleanî
     Ucraineană (97,96%)
     Rusă (1,48%)
     Alte limbi (0,11%)
Conform recensământului din 2001, majoritatea populației localității Poleanî era vorbitoare de ucraineană (97,96%), existând în minoritate și vorbitori de rusă (1,48%).